# Réformes militaires 1993-2016 en Azerbaïdjan
 (août 2017).
La guerre du Haut Karabagh a montré l'importance de prendre des mesures afin d'améliorer le champ militaire pour l'Azerbaïdjan. L'objectif principal du gouvernement sous la direction de Heydar Aliyev était d'établir et de renforcer l'infrastructure militaire,.

## Histoire
L'Azerbaïdjan a pris (gagné) son indépendance en 1991. La même année, la première armée nationale de l'Azerbaïdjan indépendante a été formée, comprenant une armée de terre, une marine et une force aérienne. 
Le Ministère de la Défense de l'Azerbaïdjan a été établi le 5 septembre 1991. Durant cette année, le système de la structure de l'armée et les premières brigades ont été créés, et le processus de formation du personnel national pour les forces militaires a été commencé. Pendant ce temps, les forces militaires étaient une structure de puissance de premier plan en Azerbaïdjan. Les premières étapes de la modernisation des forces armées ont été réalisées en Azerbaïdjan, avec des améliorations des armes et techniques et la modernisation des véhicules blindés de l'armée. L'Azerbaïdjan a commencé à choisir des alliés stratégiques et à établir des priorités pour la sécurité nationale.  
En juillet 1992, l'Azerbaïdjan a ratifié le Traité sur les forces conventionnelles en Europe. Après avoir été élu président de l'Azerbaïdjan en 1993, le gouvernement de Heydar Aliyev a commencé à créer une seule armée.
En novembre 1993, le parlement azerbaïdjanais a adopté la loi sur la défense. Après avoir signé le cessez-le-feu avec l'Arménie en 1994, le pays a gagné des opportunités de mener des réformes dans les forces armées.

## Réformes
Après le plan d'action individuel de partenariat (IPAP) a été signé entre l'Azerbaïdjan et l'OTAN en mai 2005, les objectifs de la société azerbaïdjanaise concernant la défense et la sécurité ont pris des traits plus définis. Dans le cadre de l'IPAP, l'Azerbaïdjan a pris de nombreuses obligations. 
Le budget militaire du pays a augmenté d'environ 2,46 milliards de dollars en 2009 à 4,2 milliards de dollars en 2015. 56 840 hommes étaient dans les forces terrestres, 7 900 hommes dans l'armée de l'air et 2 200 hommes dans la marine. Presque 19 500 personnes servent à la garde nationale et au service des frontières de l'État.

### Industrie militaire
Pendant de nombreuses années l'Azerbaïdjan achetait toutes ses installations militaires à d'autres pays. Au début des années 2000, l'Azerbaïdjan a décidé de produire ses propres équipements et machines militaires. Dans ce but, le Ministère de la Défense de l'Azerbaïdjan a été fondé le 16 décembre 2005 par décret présidentiel.
Environ 130 équipements de défense ont été produits en Azerbaïdjan, en particulier les véhicules de patrouille Gurza, 7,62 x54 millimètres des Gurza et Shimshek-10, des machines-outils 7,62 pouces, des fusils Sniper de 51 millimètres Yalguzag, Istiglal-1T et Mubariz 7,62 pi, des mitrailleuses d'attaque de 54 millimètres de type HP -7.62.
Toutes les armes répondent aux normes de l'OTAN.
L'Azerbaïdjan coopère avec des entreprises de défense israéliennes et deux entreprises turques pour la production d'un véhicule blindé basé sur le châssis du réservoir russe T-55. L'Azerbaïdjan fabrique également des avions espions conçus par Israël, y compris l'avion d'espionnage sans pilote autorisé, l'Orbiter-2M et l'Aerostar. Les deux sont fabriqués à l'usine Azad Systems Company près de Bakou,,.

### Académies militaires
Les principales institutions militaires du Ministère de la Défense comprennent le Collège de Guerre des Forces Armées, le Centre de Formation et d'éducation des Forces armées, l'École Militaire Supérieure de l'Azerbaïdjan nommée d'après Heydar Aliyev, l'École de l'Aviation Militaire de l'Azerbaïdjan, l'École de la Marine Militaire de l'Azerbaïdjan, le Lycée Militaire nommé d'après Jamshid Nakhchivansky et Lycée Militaire nommé d'après Heydar Aliyev.
Le personnel militaire de niveau baccalauréat et maîtrise est formé dans les Institutions d'éducation militaire supérieures. Actuellement, l'Université Médicale forme des militaires pour les forces armées et d'autres unités militaires.

## Coopération avec les organisations internationales

### Coopération avec l'OTAN[8]
L'Azerbaïdjan s'est joint au programme d'éducation et d'entrainement militaire de l'OTAN depuis 1994. Les normes du système d'éducation militaire de l'OTAN ont commencé à être appliquées à l'Académie Militaire Supérieure de l'Azerbaïdjan en 1997, au Collège de Guerre des Forces Armées en 2000 et au Centre d'éducation et de formation des forces armées en 2001. Dans le cadre du Programme de partenariat individuel (IPP), des forces spéciales sont formées pour participer aux opérations internationales. Les champs de la réalisation du programme comprennent la politique et la stratégie de défense; la formation linguistique; les exercices militaires; l'éducation militaire; etc.
En mars 2004 l'Azerbaïdjan a rejoint le programme d'évaluation et de révision du concept de capacité opérationnelle de l'OTAN. Il a permis de participer directement aux opérations menées par l'OTAN.

### Coopération avec  le Comité International de la Croix-Rouge
Le Comité international de la Croix-Rouge a commencé à opérer en Azerbaïdjan en 1992, à l'époque du conflit de Haut-Karabagh avec l'Arménie. L'objectif principal est celui des personnes disparues. En février 2017, le corps d'un soldat azerbaïdjanais a été renvoyé d'Arménie en Azerbaïdjan par un transfert organisé par le CICR. Et pendant la guerre d'avril 2016, l'organisation a aidé les parties à chercher et à rendre les corps des personnes tuées dans la bataille.